# Mav Cacharel
Pour les articles homonymes, voir Cacharel.
Mav Cacharel (de son vrai nom Hilaire Youla ou Yula), né le 14 janvier 1957 à Brazzaville, est un musicien, chanteur et auteur-compositeur-interprète congolais de soukous.

## Biographie

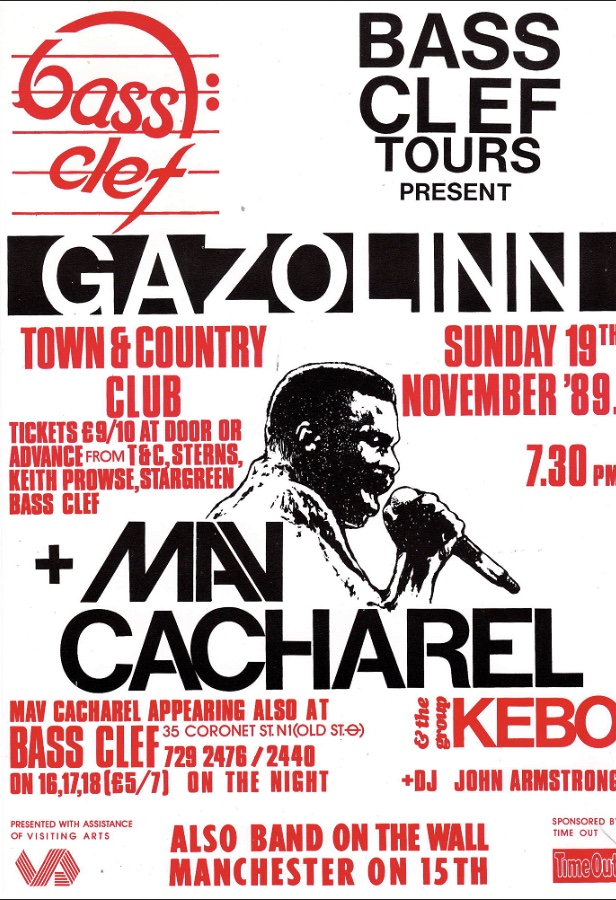
Affiche de Mav Cacharel en concert à Manchester, lors de sa tournée internationale en 1989

Mav Cacharel, de son vrai nom Hilaire Youla, est né au Congo-Brazzaville.
Il débute dans des petits groupes de musique à Brazzaville, avant de créer le groupe Ndimbola Lokole composé d’Aurlus Mabélé et Jean Baron.
En 1983, Mav Cacharel remporte le Prix découvertes RFI, qui le fait quitter le Congo pour la France, lui donnant ainsi l'opportunité de rejoindre ses coéquipiers musiciens, Diblo Dibala, Mack Macaire, Aurlus Mabélé et Jean Baron. Ils participent tous à la réalisation du premier album de Mav Cacharel, Chanti Die !.
Après ce premier album, ils créent ensemble le groupe Loketo, rattaché au soukous. De cette création, nait leur premier album commun intitulé Trouble. À la suite de ce projet, le groupe participe à des tournées en Europe, en Afrique et aux Amériques.
En 1988, le groupe Loketo, dont Mav Cacherel, fait partie, paraît en show dans le film Black Mic-Mac 2. La même année, le groupe est convié à une émission télé présentée par Christophe Dechavanne, sur TF1, pour la promotion de leur album.
Après quelques années avec Loketo, Mav Cacharel, en 1989, quitte le groupe. Il décide alors de monter son propre groupe, Kebo, composé, entre autres, du guitariste Bongo Wende. Avec la contribution de son nouveau groupe, il sort son second album solo Pour toi.
En 1990 sort le troisième album solo de Mav Cacharel (le deuxième avec son groupe) au titre homonyme, Kebo, d'où sont tirés les morceaux N'kembo et Bana Kebo.
Cet album inclut la participation de la chanteuse de zouk Édith Lefel, le seul featuring présent dans l’album.
Avec son groupe, Mav Cacharel fait, une seconde fois, des tournées, particulièrement en Afrique : Mali, Bénin, Togo, Côte d'ivoire, Gabon, Cap Vert (au festival Baia de 1989), Cameroun, Ile Maurice, etc. Ses tournées ont également porté sur certains pays d'Europe : Espagne, Italie, Pays-Bas, Royaume-Uni, Belgique (au Sfinks festival partageant l’affiche avec Jimmy Cliff), France. Il fait aussi des tournées dans les Amériques : États-Unis, Canada, Martinique.
Mav Cacharel crée en 1990 un collectif, regroupant plusieurs chanteuses, dont Denise Cairo, pour lequel il écrit et compose. Il produit ainsi leur premier album intitulé Les « A nanas.
Entre-temps, il réalise deux autres albums, Louzolo et Triple force.
En 1991, Mav Cacharel se produit, à Saint Denis, en région parisienne, lors d'un grand concert organisé par Africolor, dans lequel étaient invitées plusieurs têtes d'affiche dont Papa Wemba.
Après une trêve de quatre années, Mav Cacharel revient, en 1996, avec un album à consonance caribéenne, intitulé Mokokissa.
Le dernier opus de Mav Cacharel, sorti en 2004, Kebo na Brazzaville, avait pourtant annoncé son retour en solo, mais a plutôt été suivi de deux albums du groupe Loketo, se reformant en 2007.
En effet, le groupe congolais s'est à nouveau retrouvé en studio, près de 20 ans après leur séparation. Leur retour se matérialise par l'album Réconciliation, dans lequel Mav Cacharel inscrit deux morceaux intitulés Krous dance et Babina. Cet album est suivi d'un second, intitulé Acte II : Confirmation ; on retrouve dans celui-ci deux titres de Mav Cacharel, C'est Loketo et Qui peut ?. Ces deux albums sont définis comme étant un « soukouss moderne ».
Alors qu'il avait annoncé la sortie d'un neuvième album solo, intitulé Coup de filet, en collaboration avec le chanteur congolais Jean Baron, le décès de ce dernier a gelé le projet, qui pourtant était achevé.
Le nom de « Cacharel » lui a été donné depuis sa jeunesse ; Mav Cacharel affectionnant les vêtements du couturier, ce dernier l'a alors autorisé à porter le nom.
En novembre 2017, Mav Cacharel revient avec un nouvel album intitulé Lumière. Album dans lequel Mav Cacharel invite le guitariste Diblo Dibala sur la quasi-totalité des morceaux.
Mav Cacharel a contribué à « la montée en puissance du soukous parisien », d’après le dossier de candidature de la ville de Brazzaville auprès du réseau UNESCO de villes créatives. L’artiste est considéré comme l'un des artisans de l’évolution de la musique soukous,. Il est reconnu comme ayant, entre autres, « influencé l’évolution du soukous » par le magazine Music in Africa.
En 2020, un documentaire intitulé Paris c’est l’Afrique : Entre Congo et Zaïre est réalisé. Il retrace l’histoire de la musique africaine en France, en mettant en scène plusieurs artistes notoires du mouvement dont Mav Cacharel.

## Récompenses
- 1983 : RFI Découverte : Révélation de l’année 1983

- 1987 : Maracas d’or : Meilleur groupe « Loketo »

- 1993 :  Award : Meilleure chanson de l’année pour « N’kembo »

## Clips
- 1987 :  Chanti Die !

- 1988 :  Super K

- 1991 :  Louzolo

- 1991 :  Zola Yaya

- 1992 :  Botika Bayaya

- 1993 :  Kembele No

- 2018 :  Hélène